# Лофтхаус, Нэт
Ната́ниель Ло́фтхаус (англ. Nathaniel Lofthouse; 27 августа 1925, Болтон — 15 января 2011, Болтон), более известный как Нэт Ло́фтхаус (англ. Nat Lofthouse) — английский футболист, центральный нападающий. На протяжении всей карьеры выступал за английский клуб «Болтон Уондерерс». Один из самых эффективных бомбардиров в истории сборной Англии: в 33 матчах за сборную забил 30 голов.

## Футбольная карьера
Нэт Лофтхаус родился в Болтоне, Ланкашир, в 1925 году. 4 сентября 1939 года он подписал контракт с «Болтон Уондерерс», а его дебют за основной состав состоялся 22 марта 1941 года в матче против «Бери», который «рысаки» выиграли со счётом 5:1 (два гола в этом матче забил Нэт). После этого из-за войны соревнования прекратили, и лишь спустя пять лет Лофтхаус сыграл свой первый матч за клуб в чемпионате. Это был матч против «Челси» 31 августа 1946 года, в котором Нэт сделал «дубль», однако его клуб проиграл со счётом 4:3. 22 ноября 1950 года 25-летний Лофтхаус дебютировал за сборную Англии в матче против сборной Югославии на «Хайбери», которая завершилась вничью 2:2 (причём оба гола англичан забил Нэт).
25 мая 1952 года Лофтхаус получил прозвище «Венский лев», забив 2 гола в ворота сборной Австрии. Англия выиграла эту встречу со счётом 3:2. 24 сентября 1952 года он забил 6 голов в матче между Футбольной лигой Англии и Ирландской лигой.
В 1953 году Лофтхаус выиграл приз «Игрок года» по версии футболистов ПФА. 2 мая того же года он сыграл в знаменитом финале Кубка Англии («финале Стэнли Мэтьюза») и забил гол, но его команда уступила «Блэкпулу» со счётом 4:3. В том розыгрыше Кубка Англии Лофтхаус забивал в каждом туре. Кроме того, он стал лучшим бомбардиром Первого дивизиона с 30-ю голами. 22 октября 1958 года Лофтхаус побил продержавшийся 47 лет рекорд Вивиана Вудворда, забив 30-й гол за сборную Англии в матче сборной СССР в Лондоне, который англичане выиграли со счётом 5:0.
3 мая 1958 года, через 5 лет после проигрыша в финале 1953 года, Лофтхаус был капитаном «Болтона» в финальном матче Кубка Англии против «Манчестер Юнайтед», который три месяца назад пережил мюнхенскую авиакатастрофу. Несмотря на волну национальной симпатии к «Юнайтед», «Болтон» выиграл со счётом 2:0. Оба гола забил Лофтхаус, причём второй гол был очень спорным и до сих пор активно обсуждается. Лофтхаус пошёл в атаку на вратаря «Юнайтед» Гарри Грегга и затолкал его в ворота. Гол засчитали, так как в те времена толчок плечом вратаря не считался нарушением правил.
26 ноября 1958 года 33-летний Лофтхаус сыграл свой последний матч за сборную Англии во встрече со сборной Уэльса. В январе 1960 года он объявил о завершении карьеры из-за травмы лодыжки, однако фактически его последним матчем стала игра против «Бирмингем Сити» 17 декабря 1960 года, в которой он получил травму колена.

## Тренерская карьера
После завершения карьеры игрока Лофтхаус стал ассистентом тренера (с 1961 года), а в 1967 году он был назначен старшим тренером клуба. В 1968 году он короткое время исполнял обязанности главного тренера «Болтона», а 18 декабря того же года был назначен полноценным главным тренером. В 1970 году Лофтхаус ушёл с поста главного тренера «Болтона», после чего работал главным скаутом клуба, а также администратором в Бердене, районе Болтона. В 1978 году он стал финансовым управляющим клуба «Болтон Уондерерс». В 1985 году 60-летний Лофтхаус был назначен временным исполняющим обязанности главного тренера клуба, а в 1986 году — президентом «Болтона».

## Награды
После завершения карьеры Лофтхаус получал многочисленные награды. 2 декабря 1989 года он стал Почётным гражданином Болтона. 1 января 1994 года он получил Орден Британской империи (OBE), а 18 января 1997 года Восточная трибуна нового стадиона «Болтона», «Рибок», была названа его именем.
«Болтон» широко отметил 80-летний юбилей Нэта Лофтхауса, в том числе устроив вечеринку на «Рибок Стэдиум». Гордон Тейлор, исполнительный директор Профессиональной футбольной ассоциации и бывший игрок «Болтона», инициировал кампанию с целью посвятить Нэта Лофтхауса в рыцари. В 2002 году Лофтхаус стал членом Зала славы английского футбола.

## Интересные факты
В Болтоне широко известен паб «Венский лев», названный так в честь Лофтхауса. Он расположен на «Чорли Нью Роуд», напротив болтонской частной школы.

## Смерть

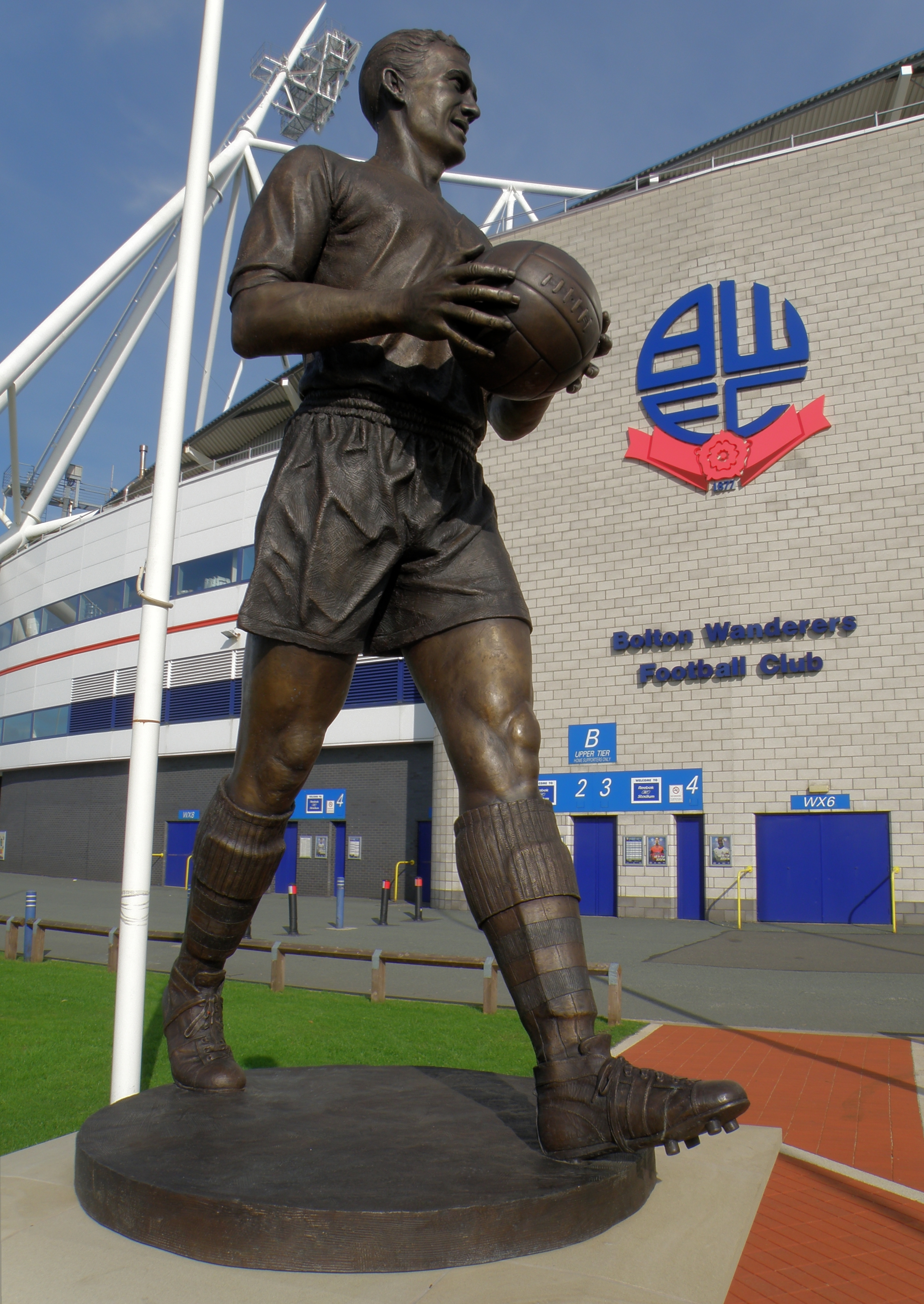
Памятник Лофтхаусу у стадиона «Макрон»

15 января 2011 года Лофтхаус скончался в частном санатории во время сна.

## Достижения

### Командные достижения
«Болтон Уондерерс»
- Обладатель Военного кубка Футбольной лиги: 1944/45
- Обладатель Кубка Англии: 1957/58
- Финалист Кубка Англии: 1952/53
- Обладатель Суперкубка Англии: 1958

Сборная Англии
- Победитель Домашнего чемпионата Великобритании (9): 1951/52[a], 1952/53[a], 1953/54, 1954/55, 1955/56[a]

### Личные достижения
- Футболист года по версии Ассоциации футбольных журналистов: 1952/53
- Лучший бомбардир в истории «Болтон Уондерерс»: 285 голов
- Включён в Зал славы английского футбола: 2002

## Статистика выступлений
| Клуб             | Сезон            | Лига | Лига | Кубки | Кубки | Суперкубок Англии | Суперкубок Англии | Итого | Итого |
| Клуб             | Сезон            | Игры | Голы | Игры  | Голы  | Игры              | Голы              | Игры  | Голы  |
| ---------------- | ---------------- | ---- | ---- | ----- | ----- | ----------------- | ----------------- | ----- | ----- |
| Болтон Уондерерс | 1946/47          | 40   | 18   | 3     | 3     | 0                 | 0                 | 43    | 21    |
| Болтон Уондерерс | 1947/48          | 34   | 18   | 1     | 0     | 0                 | 0                 | 35    | 18    |
| Болтон Уондерерс | 1948/49          | 22   | 7    | 3     | 1     | 0                 | 0                 | 25    | 8     |
| Болтон Уондерерс | 1949/50          | 35   | 10   | 3     | 3     | 0                 | 0                 | 38    | 13    |
| Болтон Уондерерс | 1950/51          | 38   | 21   | 2     | 1     | 0                 | 0                 | 40    | 22    |
| Болтон Уондерерс | 1951/52          | 38   | 18   | 1     | 0     | 0                 | 0                 | 39    | 18    |
| Болтон Уондерерс | 1952/53          | 36   | 22   | 8     | 8     | 0                 | 0                 | 44    | 30    |
| Болтон Уондерерс | 1953/54          | 32   | 17   | 6     | 1     | 0                 | 0                 | 38    | 18    |
| Болтон Уондерерс | 1954/55          | 31   | 15   | 2     | 0     | 0                 | 0                 | 33    | 15    |
| Болтон Уондерерс | 1955/56          | 36   | 32   | 2     | 1     | 0                 | 0                 | 38    | 33    |
| Болтон Уондерерс | 1956/57          | 36   | 28   | 1     | 0     | 0                 | 0                 | 37    | 28    |
| Болтон Уондерерс | 1957/58          | 31   | 17   | 7     | 3     | 0                 | 0                 | 38    | 20    |
| Болтон Уондерерс | 1958/59          | 37   | 29   | 6     | 4     | 1                 | 2                 | 44    | 35    |
| Болтон Уондерерс | 1959/60          | 0    | 0    | 0     | 0     | 0                 | 0                 | 0     | 0     |
| Болтон Уондерерс | 1960/61          | 6    | 3    | 5     | 3     | 0                 | 0                 | 11    | 6     |
| Болтон Уондерерс | Итого            | 452  | 255  | 50    | 28    | 1                 | 2                 | 503   | 285   |
| Сборная ФА       | 1950/51          | -    | -    | -     | -     | 1                 | 1                 | 1     | 1     |
| Сборная ФА       | Итого            | 0    | 0    | 0     | 0     | 1                 | 1                 | 1     | 1     |
| Всего за карьеру | Всего за карьеру | 452  | 255  | 50    | 28    | 2                 | 3                 | 504   | 286   |

## Комментарии
1. 1 2 3  Разделённая победа в Домашнем чемпионате (победу в турнире одержали две и более сборные).